# Khovd (provins)
Khovd, Chovd eller Hovd (mongolsk: Ховд, tr. Khovd) er en provins i det vestlige Mongoliet. Den har totalt 86 831 indbyggere (2000) og et areal på 76 100 km². Provinsens hovedstad Khovd.

## Administrativ inddeling
Provinsen er inddelt i 16 distrikter (sum): Altay, Bulgan, Buyant, Chandmani, Darvi, Dergen, Duut, Erdenebüren, Hovd, Mankhan, Mönhhayrhan, Möst, Myangad, Tsetseg, Üyönch og Zereg.